# Comuna Filipeni, Bacău
Filipeni (în trecut, Lunca, în maghiară Filipén) este o comună în județul Bacău, Moldova, România, formată din satele Bălaia, Brad, Filipeni (reședința), Fruntești, Mărăști, Pădureni, Slobozia și Valea Boțului.

## Așezare
Comuna se află în nord-estul județului, în Colinele Tutovei din podișul Bârladului și cuprinde bazinul hidrografic al râului Dunavăț (un afluent al Berheciului). Este traversată de șoseaua județeană DJ241B care o leagă spre sud de Oncești și spre nord de Secuieni.

## Demografie
Componența etnică a comunei Filipeni
     Români (92,68%)
     Alte etnii (0%)
     Necunoscută (7,32%)
Componența confesională a comunei Filipeni
     Ortodocși (91,32%)
     Alte religii (1,13%)
     Necunoscută (7,55%)
Conform recensământului efectuat în 2021, populația comunei Filipeni se ridică la 2.132 de locuitori, în scădere față de recensământul anterior din 2011, când fuseseră înregistrați 2.286 de locuitori. Majoritatea locuitorilor sunt români (92,68%), iar pentru 7,32% nu se cunoaște apartenența etnică. Din punct de vedere confesional, majoritatea locuitorilor sunt ortodocși (91,32%), iar pentru 7,55% nu se cunoaște apartenența confesională.

## Politică și administrație
Comuna Filipeni este administrată de un primar și un consiliu local compus din 11 consilieri. Primarul, Rodica Ambrosie[*], de la Partidul Social Democrat, este în funcție din 2016. Începând cu alegerile locale din 2024, consiliul local are următoarea componență pe partide politice:
|  | Partid                    | Consilieri | Componența Consiliului | Componența Consiliului | Componența Consiliului | Componența Consiliului | Componența Consiliului | Componența Consiliului |
|  | ------------------------- | ---------- | ---------------------- | ---------------------- | ---------------------- | ---------------------- | ---------------------- | ---------------------- |
|  | Partidul Social Democrat  | 6          |                        |                        |                        |                        |                        |                        |
|  | Partidul Național Liberal | 4          |                        |                        |                        |                        |                        |                        |
|  | Partidul Ecologist Român  | 1          |                        |                        |                        |                        |                        |                        |

## Istorie
La sfârșitul secolului al XIX-lea, comuna făcea parte din plasa Bistrița de Sus a județului Bacău și era formată din satele Lunca, Filipeni-Slobozia, Pârliturile, Valea Boțului, Fruntești și Moara Conachii, având în total 2288 de locuitori. În comună existau două biserici ortodoxe la Lunca și Fruntești și o școală înființată în 1865, având 38 de elevi (dintre care 4 fete), iar principalii proprietari de pământ erau George Sterian și Eufrosina Rosetti cu copiii ei. La acea vreme, pe teritoriul actual al comunei mai funcționa, în plasa Siretul de Sus a aceluiași județ, și comuna Mărăști, formată din satele Mărăștii de Sus (Valea), Mărăștii de Jos (Satul de Jos) și Bălaia, având în total 1399 de locuitori; în comuna Mărăști existau două biserici ortodoxe la Mărăștii de Jos și Mărăștii de Sus și o școală mixtă la Mărăștii de Sus, având 27 de elevi. Anuarul Socec din 1925 consemnează desființarea comunei Mărăști și comasarea ei cu comuna Filipeni, care se găsea în plasa Traian a aceluiași județ, având 4670 de locuitori în satele Bălaia, Fruntești, Glodișoara, Lunca, Satul de Jos, Valea, Valea Boțului și în cătunele Filipeni, Moara Conachi, Pârlituri și Slobozia. Cum reședința comunei era în satul Lunca, în 1931 comuna a fost rebotezată Lunca.
În 1950, comuna a fost transferată raionului Bacău din regiunea Bacău, revenind la denumirea de Filipeni, iar satul Moara lui Conachi a luat în 1964 denumirea de Pădureni. În 1968, comuna a revenit la județul Bacău, reînființat.

## Monumente istorice
Singurul obiectiv din comuna Filipeni inclus în lista monumentelor istorice din județul Bacău ca monument de interes local este biserica de lemn „Adormirea Maicii Domnului” din satul Mărăști, datând din 1808 și refăcută în 1900 și în 1921, biserică clasificată ca monument de arhitectură.

## Personalități născute aici
- Gheorghe Năstase (1887 - 1975), medic dermatolog, profesor universitar la Facultatea de Medicină din Iași.